# Thierry Humeau
Thierry Humeau (Poitiers, 8 de noviembre de 1961) es un deportista francés que compitió en piragüismo en la modalidad de eslalon. Ganó tres medallas en el Campeonato Mundial de Piragüismo en Eslalon, en los años 1987 y 1989.

## Palmarés internacional
| Campeonato Mundial | Campeonato Mundial            | Campeonato Mundial | Campeonato Mundial |
| Año                | Lugar                         | Medalla            | Competición        |
| ------------------ | ----------------------------- | ------------------ | ------------------ |
| 1987               | Bourg-Saint-Maurice (Francia) | Medalla de plata   | C1 por equipos     |
| 1989               | Río Savage (Estados Unidos)   | Medalla de plata   | C1 por equipos     |
| 1989               | Río Savage (Estados Unidos)   | Medalla de bronce  | C1 individual      |